# Teresa de los Andes
Santa Teresa dos Andes é um filme de 1989 com duração de 400 minutos, dividida em cinco partes distribuídas em 3 DVDs. Traz a emocionante história de Juanita Fernández, que aos dezoito anos entrou para a vida religiosa no Carmelo de Los Andes, no Chile, onde recebeu o nome de Teresa de Jesus. Jovem de saúde frágil, nada realizou de extraordinário. Em sua breve existência, conseguiu superar as dificuldades que a vida religiosa, no Carmelo, lhe apresentou. Após onze meses de uma vida de intensa oração e trabalho morreu de tifo, com apenas vinte anos de idade. Teresa de Jesus foi proclamada santa pelo papa João Paulo II no dia 21 de março de 1993.

## Sinopse
Este filme é uma produção dramática da TVN, que narra a vida e morte de Juanita Fernández Solar, mais conhecida como Santa Teresa dos Andes (1900-1920), desde sua adolescência na Fazenda de Chacabuco até seus últimos dias no Monastério das Carmelitas Descalças de Los Andes.
Neste filme, mostra-se o lado humano de nossa primeira santa chilena, precisamente, à jovem mulher chilena, por trás da santa, que todos conhecemos.

## Elenco
- Paulina Urrutia como Juana Fernández Solar/Irmã Teresa dos Andes
- Silvia Santelices como Lucía Solar
- Carlos Matamala como Miguel Fernández
- Patricia Pardo como Rebeca Fernández
- Pablo Ausensi como Luis Fernández
- Cuca Navarro como Lucita Fernández
- Francisco Reyes como Miguel Fernández
- Alberto Vega como Isidora Huneus
- Gabriela Hernández como Juana Solar
- Andrés Blanco como Nanito
- Carlos Manuel Castillo Villanueva como Panchito Valdés
- Alejandra Silva como Herminia Valdés
- Giselle Demelchiore como Elisa Valdés
- Roxana Campos como Ofelia Miranda
- María Soledad Gutiérrez como Rosa Mejía
- Claudia Santelices como Susana
- Mireya Véliz como María Cáceres
- Rodrigo Núñez como Jacobo Nazaré
- Pedro Gaete como Juan Rulfo

### Participações especiais
Amigos
- Consuelo Holpzafel como Menche de Correa
- Rubén Darío Guevara como Ismael Correa
- Tichi Lobos como Clarita Correa
- Felipe Castro como Ramiro Prieto
- Renator Munster como Joaquín Salinas
- Santiago Ramírez como Paco Rivas
- Adriana Vacarezza como Julia Freire de Rivas
- Inés María Marín como Matilde
- Marcela Arroyave como Carmen de Castro Ortúzar

Congregação do Sagrado Coração
- Silvia Piñeiro como Madre Bouscayrol
- María Teresa Fricke como Madre Popelaire
- Mabel Farías como Madre Izquierdo
- Pina Brandt como Madre Bauer
- Laurence Masliah como Madre du Bose
- Consuelo Castillo como Madre Serrano
- Pamela Fernández como Madre Ríos

Companheiras de Colégio
- Sandra Novoa como Blanca Echaurren
- Claudia Godoy como Margarita Sotomayor
- Mercedes Pérez como Chela Montes
- María Gabriela Errázuriz como Elena Salas
- Marcela Stangher como Inés Salas
- Valentina Pollarolo como Luisa Vial
- Alejandra Mödinger como Amelia Vial
- Viviana Mellado como María Josefina
- Vynka Meza como María Gabriela

Congregação das Carmelitas
- Luz Jiménez como Madre Angélica Teresa
- Carmen Disa Gutiérrez como Irmã María Teresa de San Juan de la Cruz
- Cecilia Cucurella como Irmã Luisa María del Santísimo Sacramento
- Paz Yrarrázabal como Irmã María Josefina del Espíritu Santo
- Coca Rudolphy como Irmã María de la Cruz
- Myriam Palacios como Irmã Juana del Niño Jesús
- Eliana Vidiella como Irmã Ángela de san José
- Mirta González como Irmã María de San José
- Luz Berríos como Irmã Ana de Jesús
- Natacha Chevesic como Irmã Gabriela del Niño Jesús
- Romana Satt como Irmã Teresa de san Elías
- Asunción Aldunate como Irmã María de los Ángeles
- Lorene Prieto como Irmã Isabel de la Trinidad
- Verónica González como Irmã María Marta de san Miguel
- Viviana Ferrer como Irmã Teresa Eugenia de la Ecuaristía
- Isabel Quinteros como Irmã María de Jesús
- Rodrigo Álvarez como Padre Blanch
- Humberto Gallardo como Padre Avertano
- Óscar Hernández como Padre Valdés
- Valerio Arredondo como Padre Salas
- Walkiria Martínez como Sarita Urbistondo
- Ernesto Gutiérrez como Fotógrafo
- Alexis Gallardo como Juanito
- Laura Olazabal como Mãe de Juanito